# Heungcheon-myeon
Heungcheon-myeon (koreanska: 흥천면) är en socken i kommunen Yeoju i provinsen Gyeonggi i den norra delen av Sydkorea, 55 km sydost om huvudstaden Seoul.